# Ratpenat frugívor de Veldkamp
El ratpenat frugívor de Veldkamp (Nanonycteris veldkampi) és una espècie de ratpenat que es troba a Guinea, Libèria, Nigèria, Sierra Leone i Togo.